# Ендорфіни
Ендорфі́ни — група поліпептидних хімічних сполук, які виробляють нейрони головного мозку, за структурою схожі з опіатами.

## Історія
Ендорфіни були відкриті випадково в першій половині 1970-х років. У той час європейські науковці активно досліджували механізми дії знеболення китайської системи акупунктури. Виявлено, що при введенні в організм людини Налоксону — антагоніста морфіну, ефект знеболення акупунктури зникає через декілька секунд після його введення. Відповідно науковці висунули гіпотезу, що під дією акупунктури в організмі людини виробляються речовини, що за хімічною природою близькі до морфіну. Гіпотетичні знеболювальні речовини отримали умовну назву «ендорфіни» (внутрішні морфіни). Гіпотетична локація синтезу ендорфінів була закріплена за мозком, де згодом в 1975 році вони і були знайдені.

## Загальні відомості
Ендорфіни, як і будь-яка хімічна речовина з групи опіатів, мають здатність зменшувати біль і позитивно впливають на емоційний стан. Оскільки навіть невелика кількість виділених ендорфінів здатна викликати стан ейфорії, їх стали називати «гормонами щастя».
Виділені з мозку ссавців натуральні опіоїдні пептиди (ендогенні ліганди опіатних рецепторів) назвали енкефалінами. Лейцин-енкефалін H2N-Tyr-Gly-Gly-Phe-Leu-COOH (молекулярна маса 556) і метионін-енкефалін H2N-Tyr-Gly-Gly-Phe-Met-COOH (молекулярна маса 574), є пептидами. Їх розрізняють лише за кінцевим С-залишком.
З екстрактів тканин гіпофіза і гіпоталамуса ссавців також були виділені інші опіоїдні білки, що отримали групову назву ендорфіни. Всі вони в N-кінцевій ділянці молекули містять зазвичай залишок енкефаліну.

## Види
α-ендорфін — едогенний опіоїдний пептид з довжиною 16 амінокислот: Tyr — Gly -Gly- Phe — Met — Thr — Ser — Glu — Lys -Ser- Gln -Thr- Pro — Leu — Val -Thr
β-ендорфін — едогенний опіоїдний нейропептид і пептидний гормон, який складається з 31 амінокислоти: Tyr — Gly -Gly- Phe — Met — Thr — Ser — Glu — Lys -Ser- Gln -Thr- Pro — Leu — Val -Thr-Leu-Phe-Lys- Asn — Ala — Ile — Ile-Lys-Asn-Ala-Tyr-Lys-Lys-Gly-Glu
γ-ендорфін — опіоїдний нейропептид, який має в своєму складі 17 амінокислот, які дорівнюють першим 17 амінокислотам бета-ендорфіну.

## Механізм дії
В периферичній нервовій системі, яка сприймає больові відчуття, виробляється бета-ендорфін, який зв'язується з опіоїдними рецепторами. Опіоїдні рецептори поділяються на чотири типи, які пов'язані з G-білком: мю-рецептори, дельта-рецептори, каппа-рецептори і ноціцептори.
При зв'язуванні бета-ендорфіну з мю рецептором, яке відбувається на нервових закінченнях(пресинаптично і постсинаптично), відбувається знеболюючий ефект, оскільки після цього неможливе виділення субстанції P, яка має велике значення в передачі больової чутливості. В центральній нервовій системі, після зв'язування ендорфіну з рецептором, пригнічується синтез ГАМК, що призводить до посилення дії дофаміну — медіатору, який впливає на реакції нагороди та задоволення.

## Синтез ендорфінів
Ендорфіни утворюються в нейронах мозку з речовини, що виробляє гіпофіз, — беталіпотрофіну (beta-lipotrophin). Усі ендогенні опіоїдні пептиди синтезуються в організмі у вигляді великих білків-попередників, з яких вони вивільняються в результаті протеолізу. Відомі три різні білки-попередники опіоїдних пептидів: проенкефалін, проопіомеланокортин (ПОМК) і продинорфін. ПОМК складається з 241 амінокислотного ланцюга, який розщеплюється під дією ферменту прогормон конвертаза в одноланцюговий поліпептид із 93 амінокислот бета-ліпопротеїн. Бета-ліпопротеїн розщеплюється ферментами на різні типи ендорфінів.

## Функції ендорфінів
Ендорфіни виконують у організмі такі функції:
- зменшують больові відчуття
- впливають на емоційний стан
- нормалізують артеріальний тиск
- нормалізують частоту дихання
- впливають на діяльність нирок та травної системи.
- впливають на роботу регуляторних систем організму

В цілому вважається, що вивільнення ендорфінів є реакцією організму на больові відчуття, а також при фізичному навантаженні, яке має нейробіологічний ефект. Було встановлено, що полегшення болю в результаті вивільнення ендорфінів виражено більше, ніж при вживанні морфіну. Крім того, ендорфіни пов'язані з станом задоволення, включаючи емоції під час сміху, відчуття закоханості, сексуального задоволення та навіть при вживанні смачної їжі. З трьох типів ендорфінів бета-ендорфіни були найбільш вивченими і поширеними, на їх частку припадає більшість функціональних властивостей ендорфінів в узагальненому і зрозумілому вигляді. Дослідження кожного типу тривають, щоб краще зрозуміти повний функціональний потенціал кожного, а також те, як їх можна використовувати з медичної точки зору. Ендорфіни виражають функціональну подвійність, оскільки вони потрапляють в категорію нейротрансмітерів або нейромодуляторів в центральній нервовій системі і гормонів гіпофізу

## Стимуляція виділення ендорфінів
Зазвичай ендорфіни виділяються в організмі у значних кількостях в стресових ситуаціях, при тривалих навантаженнях або травмах (щоб зменшити больові відчуття).
- споживання певних продуктів (перець чилі, гіркий шоколад)
- прослуховування музики, зокрема класичної
- спорт, пов'язаний з тривалим навантаженням (теніс, біг, плавання)
- зосередження на приємних думках та емоціях
- статевий акт.